# Zrzka z Wyomingu
Zrzka z Wyomingu (v anglickém originále The Redhead from Wyoming) je americký western z roku 1953, který režíroval Lee Sholem. V hlavních rolích si zahráli americká herečka irského původu Maureen O'Harová a americký herec Alex Nicol.

## Příběh
Příběh westernu se točí okolo války, ve které mezi sebou válčí osadníci a farmáři.

## Obsazení
- Maureen O'Harová jako Kate Maxwell
- Alex Nicol jako šerif a tulák Stan Blaine
- William Bishop jako Jim Averell
- Robert Strauss jako „Knuckles“ Hogan
- Alexander Scourby jako Reece Duncan, chovatel dobytka
- Gregg Palmer jako Hal Jessup (jako Palmer Lee), mladý osadník
- Jack Kelly jako Sandy
- Jeanne Cooperová jako Myra, Halova přítelkyně
- Dennis Weaver jako Matt Jessup, osadník
- Stacy Harris jako Chet Jones

## Výroba
Původně měl hrát hlavní roli šerifa herec Hugh O'Brien, který ovšem nakonec dal přednost projektu The Great Companions. Natáčení filmu začalo 10. května roku 1952.
Maureen při natáčení filmu jen o vlásek unikla zranění, když v rukou jednoho z komparzistů explodovala zbraň.